# Campeonato Mundial de Ciclismo em Pista de 1903
O Campeonato Mundial UCI de Ciclismo em Pista de 1903 foi realizado em Copenhague, na Dinamarca, entre 16 de 22 de agosto. Foram disputadas quatro provas masculinas, das quais duas profissionais e duas amadoras.

## Sumário de medalhas

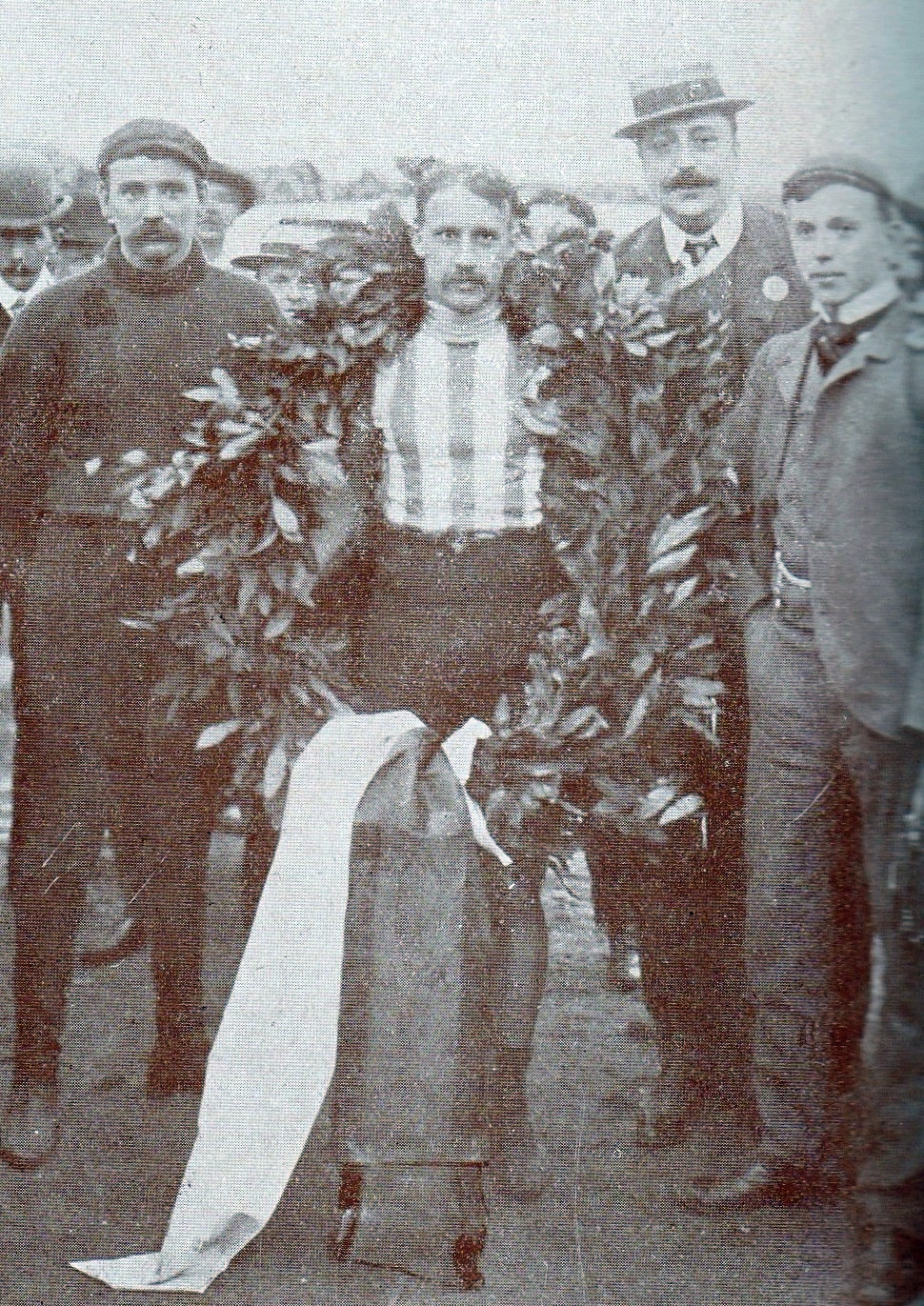
Piet Dickentman

| Eventos profissionais masculinos |                                 |                             |                              |
| Velocidade individual            | Thorvald Ellegaard · Dinamarca  | Willy Arend · Alemanha      | Harie Meyers · Países Baixos |
| Motor-paced                      | Piet Dickentman · Países Baixos | Thaddäus Robl · Alemanha    | Alfred Görnemann · Alemanha  |
| Eventos amadores masculinos      |                                 |                             |                              |
| Velocidade individual            | Arthur Reed · Reino Unido       | Jimmy Benyon · Reino Unido  | C. Hellemann · Dinamarca     |
| Motor-paced                      | Edmond Audemars · Suíça         | Vittorio Carlevaro · Itália | Reinhold Herzog · Alemanha   |

## Quadro de medalhas
| Ordem | País          | Medalha de ouro | Medalha de prata | Medalha de bronze | Total |
| ----- | ------------- | --------------- | ---------------- | ----------------- | ----- |
| 1     | Reino Unido   | 1               | 1                | 0                 | 2     |
| 2     | Dinamarca     | 1               | 0                | 1                 | 2     |
| -     | Países Baixos | 1               | 0                | 1                 | 2     |
| 4     | Suíça         | 1               | 0                | 0                 | 1     |
| 5     | Alemanha      | 0               | 2                | 2                 | 4     |
| -     | Itália        | 0               | 1                | 0                 | 1     |
| Total | Total         | 4               | 4                | 4                 | 12    |